# Arsène de Corfou
Pour les articles homonymes, voir Arsène et Saint Arsène.
 (décembre 2020).
Si vous disposez d'ouvrages ou d'articles de référence ou si vous connaissez des sites web de qualité traitant du thème abordé ici, merci de compléter l'article en donnant les références utiles à sa vérifiabilité et en les liant à la section « Notes et références ».
Arsène de Corfou est un religieux chrétien du Xe siècle qui fut évêque de Corfou.

## Biographie
Arsène de Corfou était probablement originaire de Palestine. Devenu évêque de Corfou, on lui attribue la formalisation du sacrement de l'Onction encore en vigueur dans l'Église orthodoxe. D'après les recueils hagiographiques, il serait mort en 953 ou 959.